# Acte récognitif
Un acte récognitif est un acte juridique ayant plusieurs significations différentes en fonction du type de législation. 

## Common law
En common law, un acte récognitif  (ou reconnaissance, anglais : acknowledgement) est un « acte qui reconnaît un droit sans créer un titre original, par opposition à l'acte déclaratif »,.

## Droit français
En droit civil français, un acte récognitif est un acte instrumentaire par lequel une personne reconnaît l'existence d'une situation juridique attestée par un écrit antérieur. Il a pour effet soit de remplacer l'acte primordial perdu, soit d'interrompre une prescription.

## Droit québécois
Dans le Code civil du Bas-Canada, l'acte récognitif faisait l'objet d'une disposition législative à l'art. 1213 C.c.B.C. : 

« Les actes récognitifs ne font point preuve du titre primordial, à moins que sa substance ne soit spécialement relatée dans ces actes récognitifs.
Tout ce qu’ils contiennent de plus que le titre primordial, ou qui en diffère, ne fait aucune preuve à l’encontre. »

Le professeur de droit Léo Ducharme observe que le législateur n'a pas conservé ces dispositions au moment de l'entrée en vigueur du Code civil du Québec en 1994.